# Nissewaard
Nissewaard ist eine Gemeinde auf der Insel Voorne-Putten im Süden der Provinz Südholland, Niederlande. Sie ist am 1. Januar 2015 durch die Fusion der bis dahin selbständigen Gemeinden Bernisse und Spijkenisse entstanden. Die neue Gemeinde hat derzeit 88.355 Einwohner auf einer Fläche von 83,79 km², davon 10,48 km² Wasserfläche.

## Geographie

### Lage
Die Gemeinde umfasst die gesamte ehemalige Insel Putten und den Ostteil der ehemaligen Insel Voorne.

### Nachbargemeinden
Die Nachbargemeinden sind im Uhrzeigersinn im Westen beginnend Voorne aan Zee, Rotterdam, Albrandswaard, Goeree-Overflakkee und Hoeksche Waard, alle in der Provinz Südholland.

### Ortsteile
Putten:
- Beerenplaat
- Biert
- Geervliet
- Hekelingen
- Simonshaven
- Spijkenisse

Voorne:
- Abbenbroek
- Heenvliet
- Oudenhoorn
- Tweede Vlotbrug
- Zuidland

## Politik
Die Gemeinderäte von Bernisse und Spijkenisse haben im Juli 2013 den neuen Namen Nissewaard beschlossen. Am 19. November 2014 fand die erste Kommunalwahl in der neuen Gemeinde statt.

### Sitzverteilung im Gemeinderat
Seit der Gemeindegründung wird der Rat von Nissewaard wie folgt geformt:
| Partei                        | Sitze | Sitze | Sitze |
| Partei                        | 2014  | 2018  | 2022  |
| ----------------------------- | ----- | ----- | ----- |
| ONS Nissewaard                | 13    | 14    | 11    |
| PvdA                          | 5     | 6     | 5     |
| Nissewaard Lokaal             | –     | 4     | 5     |
| PVV                           | –     | 5     | 4     |
| VOOR Nissewaard               | –     | –     | 3     |
| VVD                           | 4     | 3     | 2     |
| CDA                           | 3     | 2     | 2     |
| Belang van Nissewaard         | –     | –     | 2     |
| Partij Jong Nissewaard        | –     | –     | 1     |
| ChristenUnie                  | 2     | 1     | 1     |
| SGP                           | 2     | 1     | 1     |
| GroenLinks                    | 0     | –     | 1     |
| LieverLinks                   | –     | –     | 0     |
| D66                           | 2     | 1     | –     |
| Lokaal Onafhankelijk Bernisse | 2     | 1     | –     |
| Forza! Nissewaard             | –     | 0     | –     |
| TROTS                         | 3     | 0     | –     |
| SP                            | 3     | –     | –     |
| Gesamt                        | 37    | 37    | 37    |

### Bürgermeister
Seit dem 20. Februar 2019 ist Foort van Oosten (VVD) amtierender Bürgermeister. Zu seinem Kollegium zählen die Beigeordneten Martijn Hamerslag (ONS Nissewaard), Jan Willem Mijnans (ONS Nissewaard), Wouter Struijk (PvdA), Igor Bal (VVD), Léon Soeterboek (ONS Nissewaard) sowie der Gemeindesekretär Marc Weerts.

## Sehenswürdigkeiten
- Spätgotische Liebfrauenkirche in Geervliet
- Stadhuis Geervliet
- Dorpskerk Zuidland